# Thysanotus scaber
Thysanotus scaber är en sparrisväxtart som beskrevs av Stephan Ladislaus Endlicher. Thysanotus scaber ingår i släktet Thysanotus och familjen sparrisväxter. Inga underarter finns listade i Catalogue of Life.